# Alfons z Portugalii
Alfons z Portugalii (ur. ok. 1135, zm. ok. 1206) – nieślubny syn króla Portugalii Alfonsa I Zdobywcy i nieznanej kobiety. 12. Wielki mistrz joannitów w latach 1203-1206.